# Džehennem
Džehennem (ar. جهنّم) je arapski naziv za Pakao.
Suprotnost Džehennemu je Džennet (جنّة) ili Raj. Džehennem je sličan hebreskoj riječi Gehinnom. Prema Kuranu samo Bog zna tko će otići u Džehennem, a tko u Džennet. Oni koji zanemaruju, ili samo pretvaraju da vjeruju u Alaha ostat će u Džehennemu nakon sudnjeg dana.